# Ryszard Tomaszewski
 Ryszard Tomaszewski  (ur. 20 sierpnia 1951 w Stawiszynie) – polski sztangista, wielokrotny medalista Igrzysk Paraolimpijskich, odznaczony Złotym Krzyżem Zasług i Krzyżem Kawalerskiego Orderu Odrodzenia Polski.

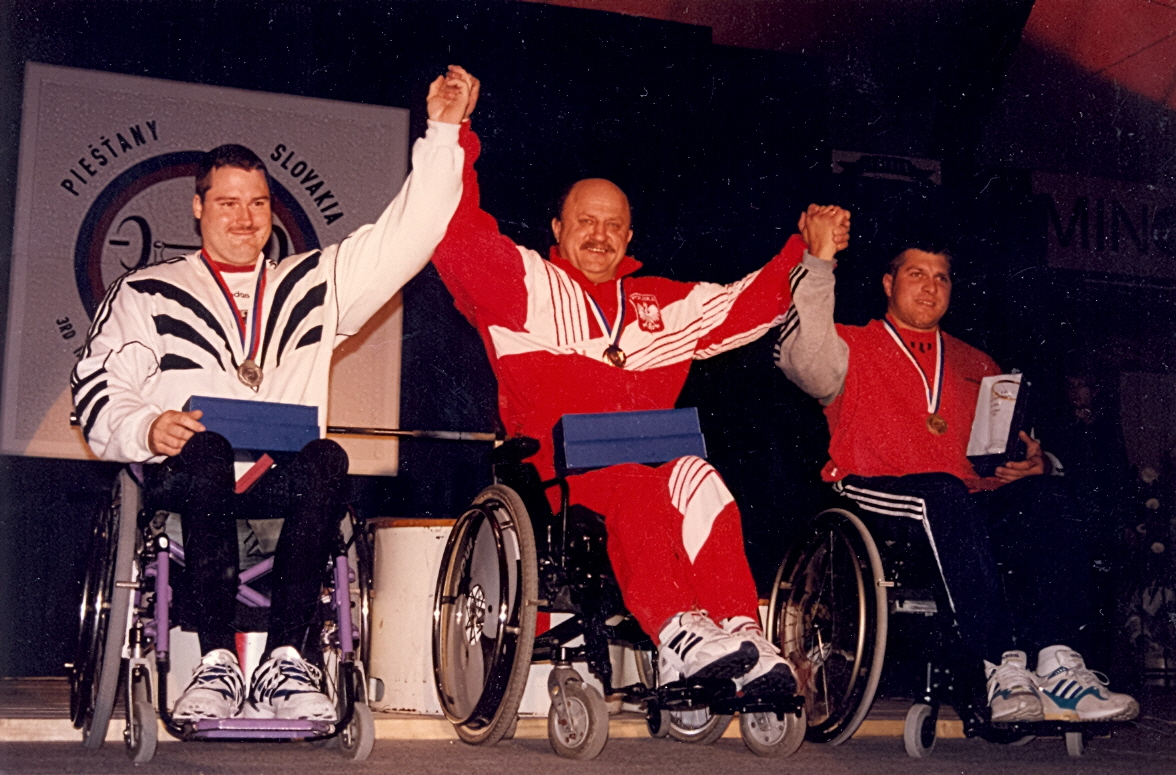
Mistrzostwa Europy – Piestany, 1997 r.

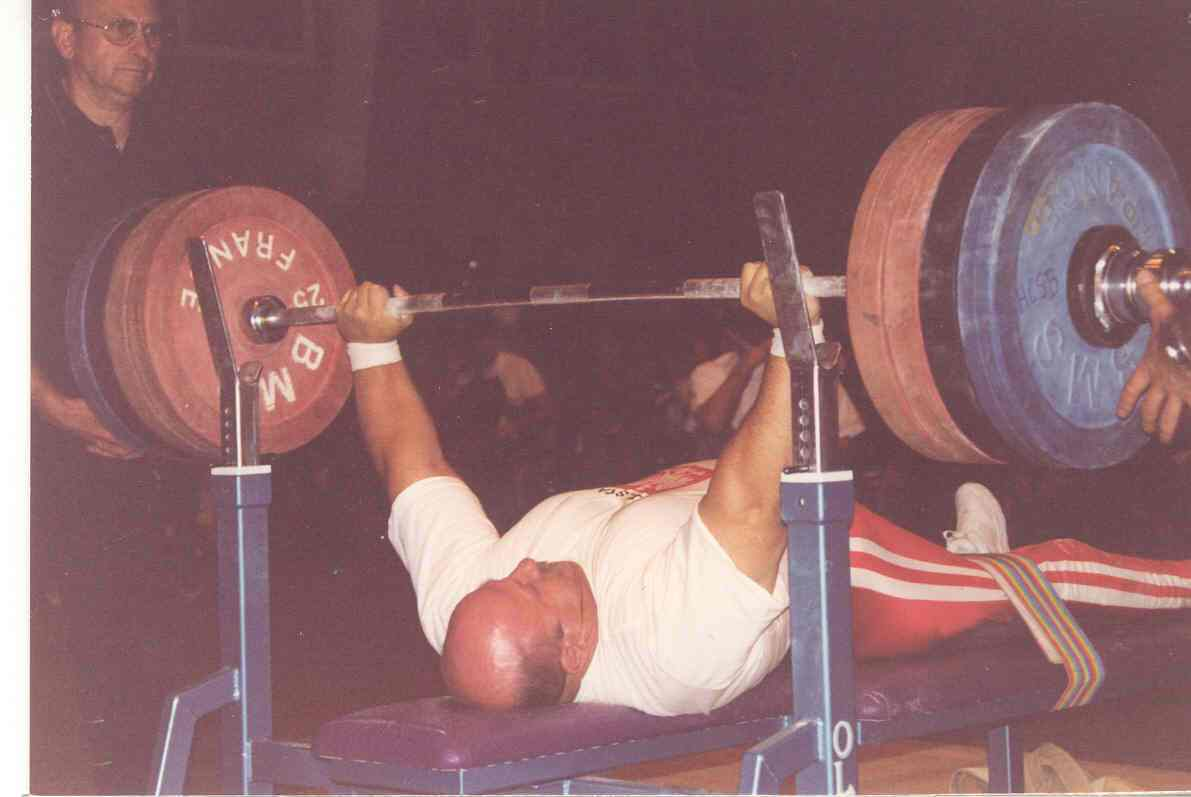
Mistrzostwa Europy – Budapeszt, 1999 r.

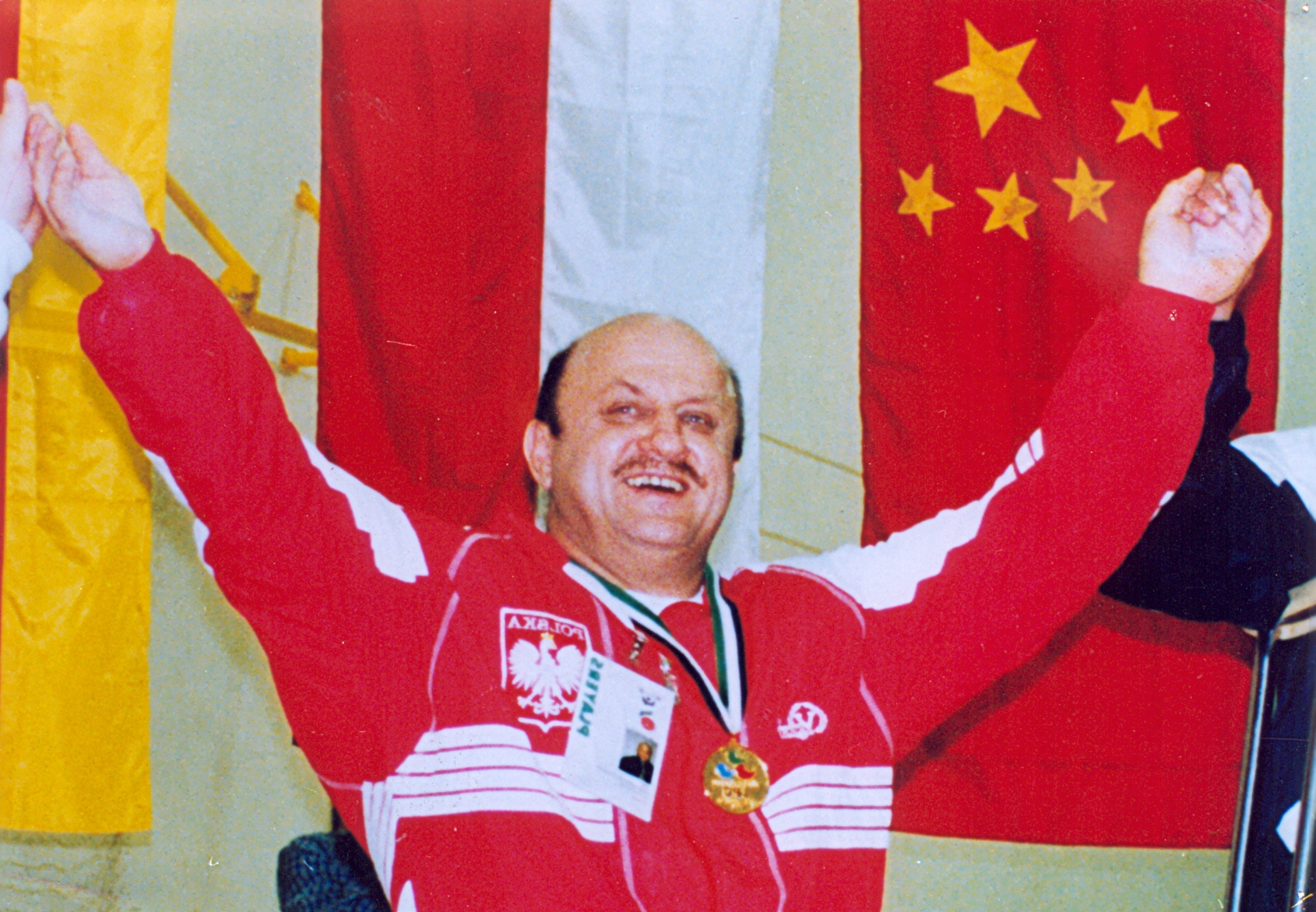
Mistrzostwa Europy – Budapeszt, 1999 r.

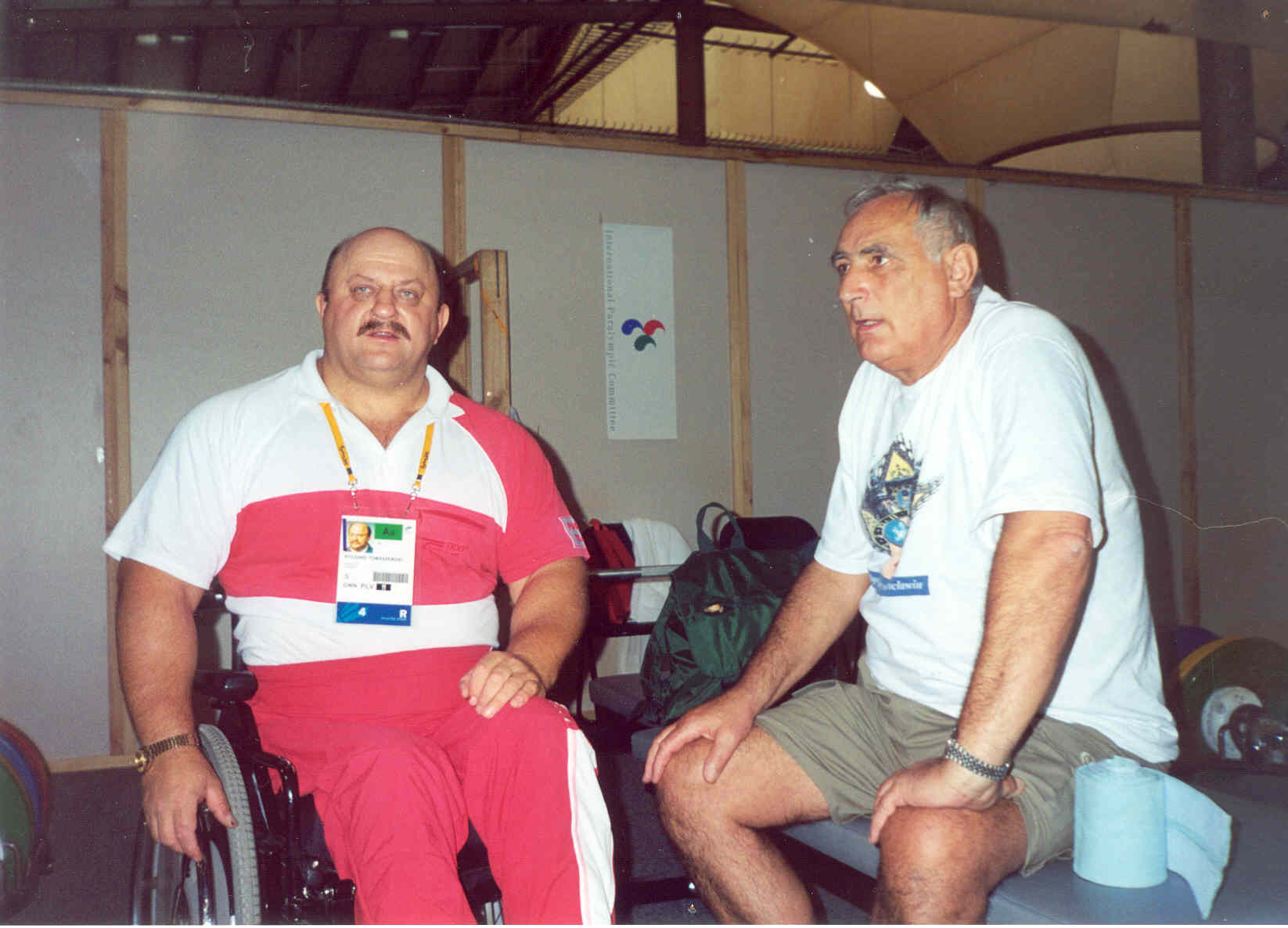
Jerzy Mysłakowski (z prawej) z Ryszardem Tomaszewskim

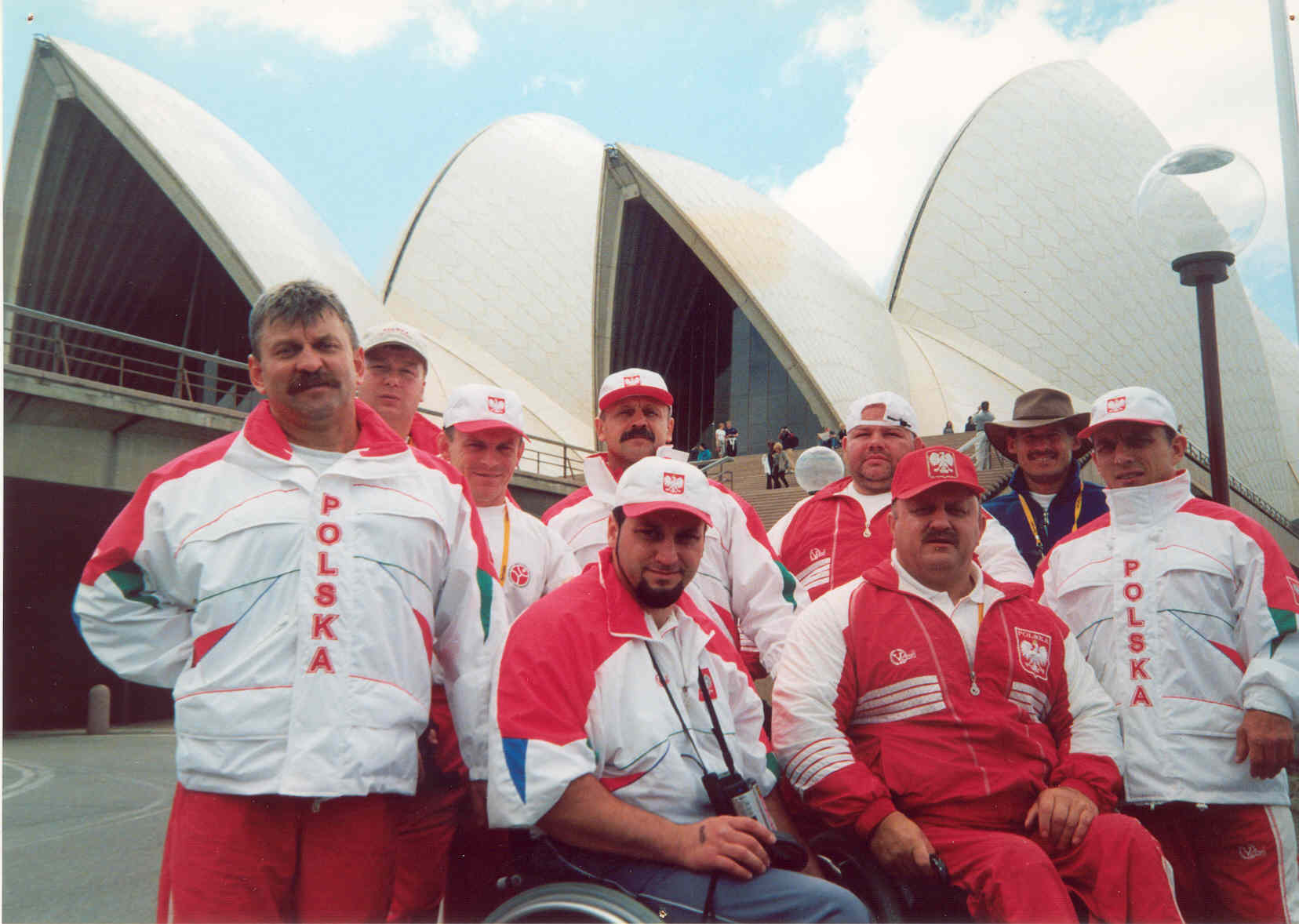
Sydney, 2000 r.

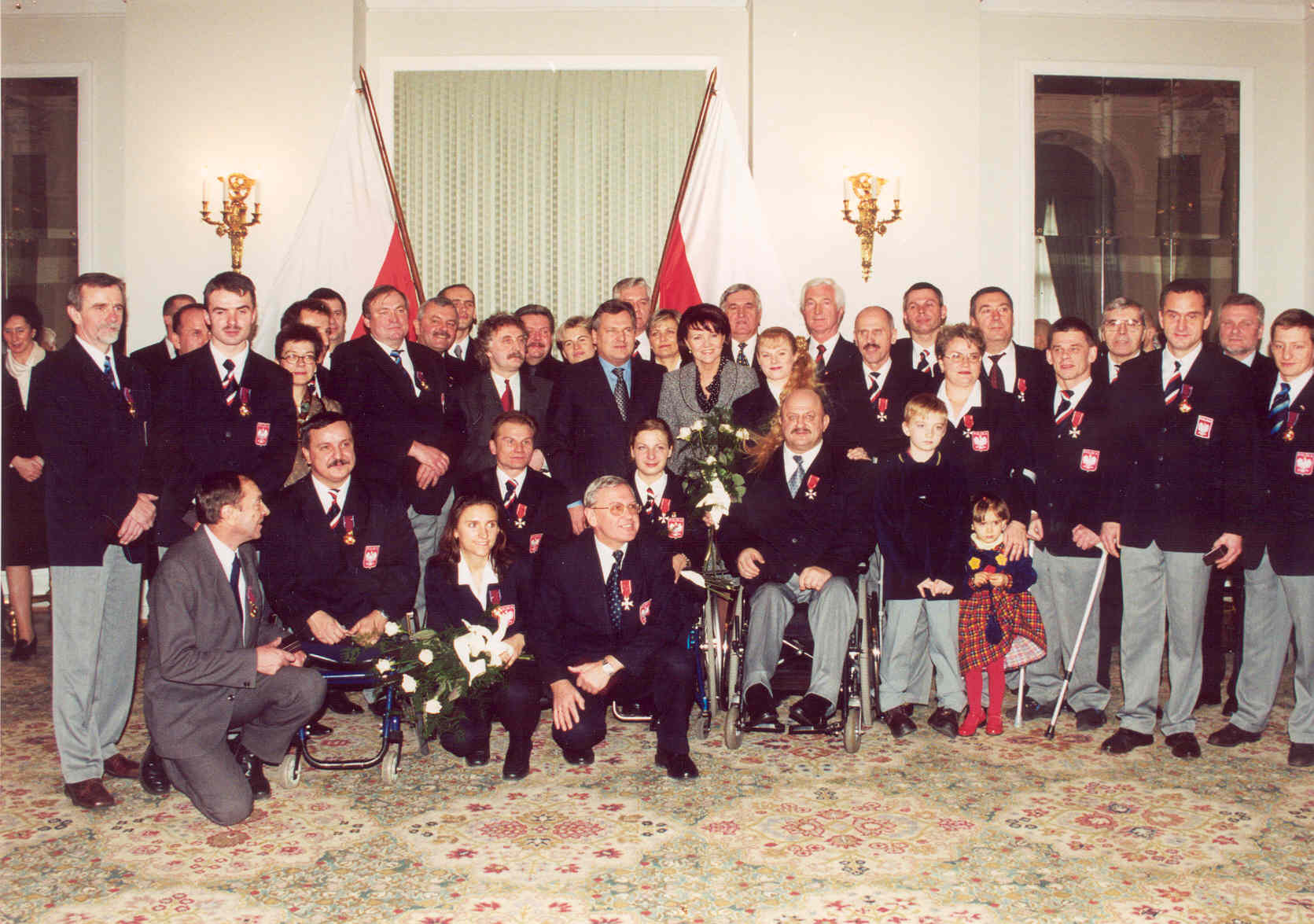
Odznaczenia państwowe

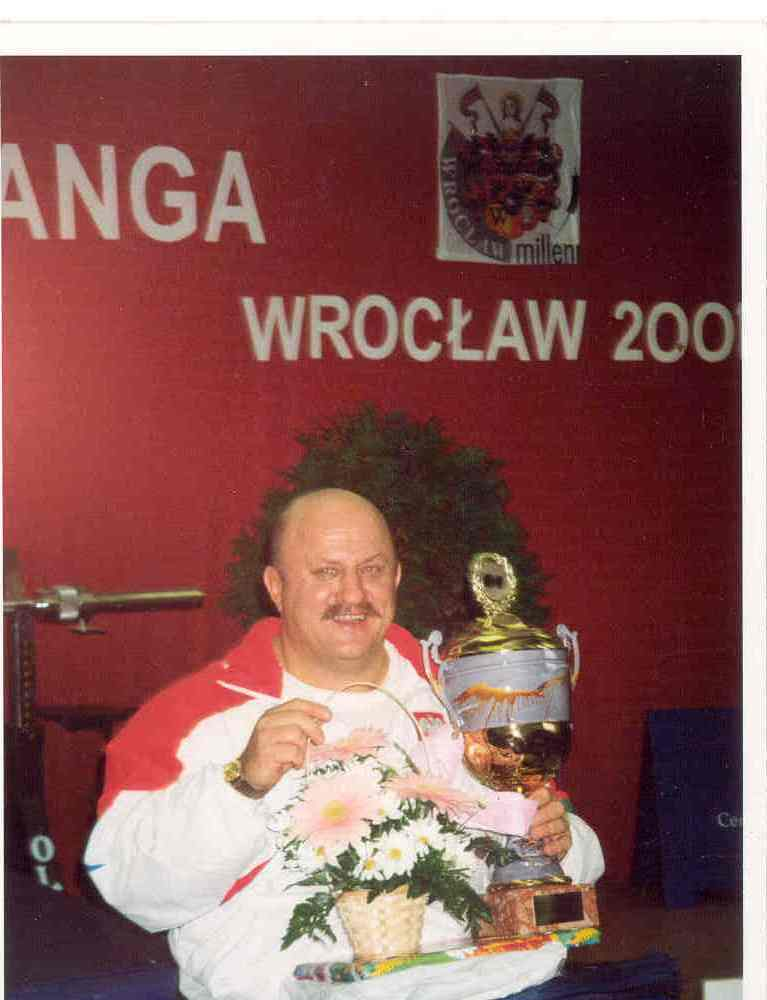
Zakończenie kariery (2001 r.)

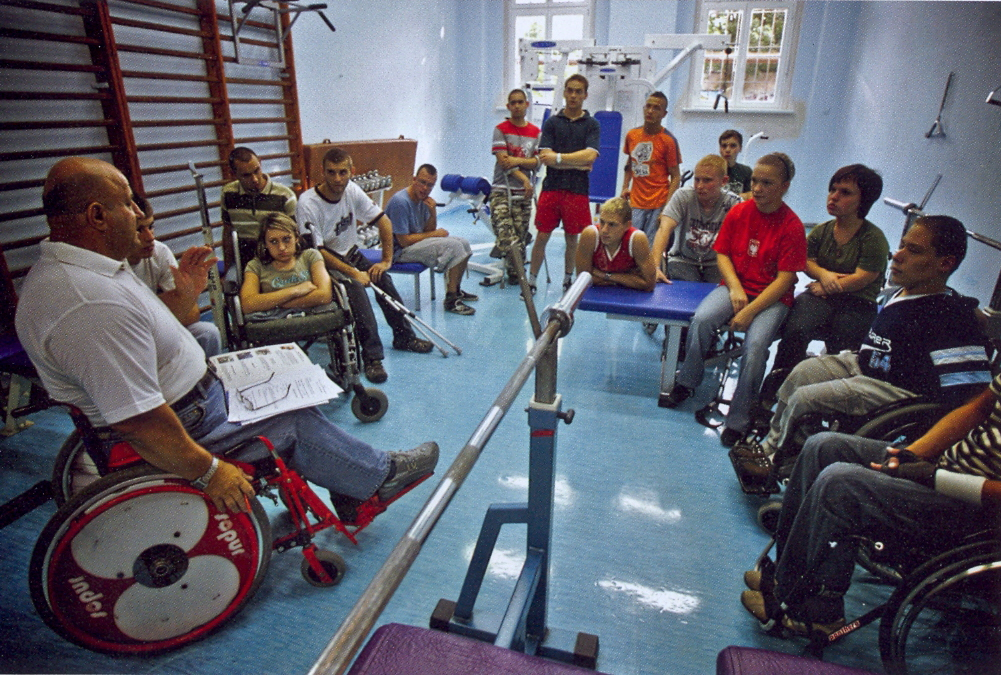
Na treningu z Młodzieżą – 2010 r.

## Życiorys
W 1965 r. w Piątku Wielkim gm. Stawiszyn ukończył szkołę podstawową. Absolwent Zawodowej Szkoły Samochodowej w Kaliszu.
W październiku 1968 r. podjął naukę w Wojskowej Podoficerskiej Szkole Samochodowej w Rzeszowie, kontynuując dalszy przebieg służby wojskowej w 4 Pułku Saperów w Gorzowie Wielkopolskim. Po odbyciu służby wojskowej 2 listopada 1970 r. podjął pracę we Wrocławiu w firmie Geoprojekt w charakterze mechanika geologa. 10 sierpnia 1971 r. podczas wierceń geologicznych element konstrukcji wieży wiertniczej spadł na jego plecy, uszkadzając kręgosłup. Po pobycie w szpitalu i dwuletniej intensywnej rehabilitacji wrócił do domu, gdzie na początek z pomocą kolegów, w warunkach domowych, stworzył sobie miejsce do ćwiczeń siłowych.
We wrześniu 1977 r. został członkiem Klubu Zrzeszenia Sportowego Spółdzielczości Pracy START we Wrocławiu, gdzie rozpoczął profesjonalny trening pod kierunkiem trenera Jerzego Mysłakowskiego. Pierwszy raz na pomoście ciężarowców wystąpił w zawodach o Puchar Wyzwolenia Elbląga 6 lutego 1978 r. – odniósł wówczas zwycięstwo i ustanowił rekord Polski z wynikiem 200 kg.
W październiku 2001 r. zakończył karierę sportową. We wrocławskiej Akademii Wychowania Fizycznego uzyskał uprawnienia instruktora sportu osób niepełnosprawnych w podnoszeniu ciężarów.
Obecnie pracuje w Wojewódzkim Zrzeszeniu Sportowym Niepełnosprawnych START we Wrocławiu. W Ewangelickim Centrum Diakonii i Edukacji im. ks. Marcina Lutra we Wrocławiu prowadzi zajęcia z młodzieżą niepełnosprawną, którą uczy sportu, wiary i radości z osiąganych sukcesów.

## Osiągnięcia sportowe

### Igrzyska paraolimpijskie
| IGRZYSKA PARAOLIMPIJSKIE             | MEDALE                                      | KONKURENCJE                |
| 1980 Holandia, Arnhem                | srebrny medal                               | powerlifting waga do 85 kg |
| 1984 Wlk. Brytania, Stoke Mandeville | złoty medal                                 | powerlifting waga do 95 kg |
| 1984 Wlk. Brytania, Stoke Mandeville | srebrny medal                               | dysk                       |
| 1984 Wlk. Brytania, Stoke Mandeville | brązowy medal                               | kula                       |
| 1988 Korea Płd., Seul                | złoty medal                                 | powerlifting waga do 85 kg |
| 1992 Hiszpania, Barcelona            | złoty medal                                 | powerlifting waga do 90 kg |
| 1996 USA, Atlanta                    | złoty medal                                 | powerlifting waga do 90 kg |
| 2000 Australia, Sydney               | kontuzja na treningu, nie stanął na starcie |                            |

### Mistrzostwa Świata
| 1978 Wlk. Brytania                | Stoke Mandeville | złoty medal                  |
| 1982 Wlk. Brytania                | Stoke Mandeville | złoty medal                  |
| 1986 Szwajcaria                   | Thun             | złoty medal                  |
| 1990 Francja                      | Saint-Étienne    | złoty medal                  |
| 1991 USA                          | Kingston         | srebrny medal                |
| 1994 Szwecja                      | Uppsala          | złoty medal                  |
| 1994 Francja                      | Mont-de-Marsan   | drużynowe mistrzostwo świata |
| 1998 Zjednoczone Emiraty Arabskie | Dubaj            | złoty medal                  |

### Mistrzostwa Europy
| 1979 Francja       | Anders        | złoty medal |
| 1983 Francja       | Paryż         | złoty medal |
| 1985 Belgia        | Brugia        | złoty medal |
| 1987 Francja       | Paryż         | złoty medal |
| 1989 Polska        | Wrocław       | złoty medal |
| 1991 Wlk. Brytania | Wolverhampton | złoty medal |
| 1993 Węgry         | Budapeszt     | złoty medal |
| 1995 Francja       | Strasburg     | złoty medal |
| 1997 Słowacja      | Piešťany      | złoty medal |
| 1999 Węgry         | Budapeszt     | złoty medal |

### Mistrzostwa Polski
24 tytuły mistrza Polski

### Ustanowione rekordy paraolimpijskie, świata i Europy
| 1995 Francja, Strasburg | kategoria wagowa do 82,5 kg | rekord świata – 210 kg rekord Europy – 210 kg                                        |
| 1996 USA, Atlanta       | kategoria wagowa do 90 kg   | rekord paraolimpijski – 222,5 kg rekord świata – 222,5 kg i rekord Europy – 222,5 kg |
| 1999r Węgry, Budapeszt  | kategoria wagowa do 100 kg  | rekord świata – 233 kg rekord Europy – 233 kg                                        |

### Odznaczenia Państwowe
- Złoty Krzyż Zasługi – Prezydent Rzeczypospolitej Polskiej Aleksander Kwaśniewski, postanowieniem z dnia 2 września 1996 r.[1]
- Krzyż Kawalerski Orderu Odrodzenia Polski – Prezydent Rzeczypospolitej Polskiej Aleksander Kwaśniewski, postanowieniem z dnia 16 stycznia 2001 r.[2]

### Odznaczenia Sportowe
- Tytuł „Mistrza Sportu” – Główny Komitet Kultury Fizycznej i Sportu z dnia 8 września 1986 r.
- Złoty Medal „Za Wybitne Osiągnięcia Sportowe” – dwunastokrotnie przez Główny Komitet Kultury Fizycznej i Sportu,
- „Zasłużony dla sportu na Dolnym Śląsku” – Dolnośląska Federacja Sportu we Wrocławiu z dnia 6 września 2010r – za aktywną działalność na rzecz sportu.

### Wyróżnienia honorowe

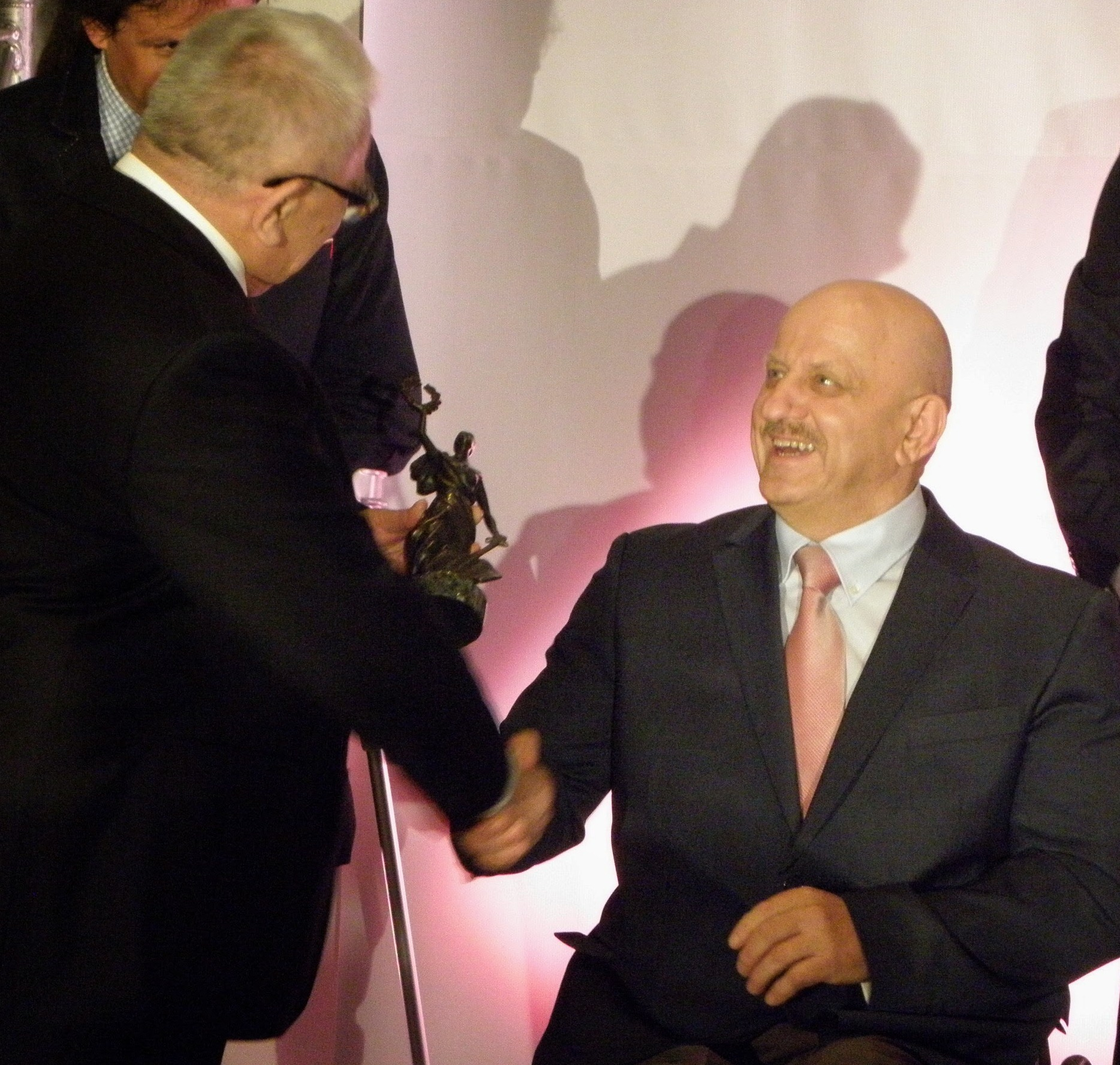
Podczas uroczystej gali internetowego Plebiscytu 40-lecia na 10 Najwybitniejszych Sportowców z Niepełnosprawnością – 4.04.2014

- „Najwybitniejszy sportowiec XX wieku” – w 2000 r., z inicjatywy Międzynarodowego Komitetu Olimpijskiego i Międzynarodowego Komitetu Paraolimpijskiego, powstał specjalny album fotograficzny najwybitniejszych sportowców XX wieku w którym zamieszczono dwoje sportowców z Polski, Irenę Szewińską – lekkoatletka i Ryszarda Tomaszewskiego.
- „Międzynarodowe odznaczenie Fair play”- 22 listopada 2005 r. w Centrum Olimpijskim Imienia Jana Pawła w Warszawie, Ryszard Tomaszewski został odznaczony przez Międzynarodowy Komitet Fair play i Polski Komitet Olimpijski. Odznaczenia dokonali: Jeno Kamuti – Prezydent Międzynarodowego Komitetu Fair play i Piotr Nurowski – Prezes Polskiego Komitetu Olimpijskiego.
- Najwybitniejszy Sportowiec Igrzysk Paraolimpijskich – 4 kwietnia 2014 r., podczas uroczystej gali w Centrum Olimpijskim PKOL w Warszawie został nagrodzony Statuetką Sedeka i Medalem Per aspera ad astra (z łac. przez trudy do gwiazd) w Plebiscycie 40-lecia na 10 Najwybitniejszych Polskich Sportowców z Niepełnosprawnością Medalistów Igrzysk Paraolimpijskich w latach 1972-2012.
- „Sportowy sukces 25-lecia” – 2 czerwca 2014 r. na Stadionie Narodowym w Warszawie podczas uroczystej gali Ryszard Tomaszewski otrzymał nagrodę najlepszego Sportowca Niepełnosprawnego 25-lecia Wolnej Polski. Uroczystość odbyła się pod patronatem Prezydenta RP Bronisława Komorowskiego.